# اینگونه می‌دانید (ترانه دیزنی)
«اینگونه می‌دانید» ترانه‌ای از فیلم افسون‌زده محصول والت دیزنی پیکچرز است با موسیقی ساخته شده توسط آلن منکن و شعر استفان شوارتز. این آهنگ توسط بازیگر نقش اصلی فیلم ، ایمی آدامز خوانده شد و آوازهای مارلون ساندرز و سایر خوانندگان را در گروه کر پس زمینه به نمایش می‌گذارد. این آهنگ در موسیقی متن افسون‌زده (فیلم) وجود دارد که در ۲۰ نوامبر ۲۰۰۷ در ایالات متحده منتشر شد.